# Шарлотта Аглая Орлеанская
Шарлотта Аглая Орлеанская (фр. Charlotte-Aglaé d'Orléans, итал. Carlotta Aglae d'Orléans), мадмуазель де Валуа (фр. Mademoiselle de Valois; 22 октября 1700, Париж — 19 января 1761, Люксембургский дворец, VI округ Парижа) — французская принцесса из Орлеанского дома Бурбонов, дочь Филиппа II, герцога Орлеанского; в замужестве герцогиня Модены и Реджо.

## Биография

### Ранние годы
Шарлотта Аглая Орлеанская родилась во дворце Пале-Рояль в Париже 20 октября 1700 года в семье регента Франции Филиппа II, герцога Орлеанского и принцессы Франсуазы-Марии де Бурбон. При дворе к ней обращались как к мадемуазель де Валуа.
Вместе с сестрой, Луизой Аделаидой, её поместили в аббатство Шелль, где под руководством монахинь принцессы должны были получить достойное воспитание и образование. В 1714 году родители перевели Шарлотту Аглаю в аббатство Валь-де-Грас. Пользуясь любовью отца, она росла избалованной и плохо училась. Принцесса не была красивой, но обладала уверенным и живым характером.

### Поиски жениха
Как только Шарлотта Аглая достигла совершеннолетия, родные стали подыскивать ей достойного кандидата в мужья. Старшая сестра принцессы, герцогиня Беррийская, предложила ей выйти замуж за Луи-Армана, принца де Конти, сына Франсуа-Луи де Бурбона и Марии Терезы де Бурбон. Однако король Людовик XIV не дал согласия на этот брак.
В 1715 году Шарлотта Аглая переехала из аббатства Валь-де-Грас к родителям во дворец Пале-Рояль в Париже. В следующем году мать принцессы предложила ей выйти замуж за двоюродного брата — Огюста-Луи, принца де Домб, сына Огюста-Луи де Бурбона, герцога дю Мэна. На этот раз отказалась сама Шарлотта Аглая. Вскоре после этого она отправилась в замок Сен-Клу к бабке по отцовской линии — Елизавете Шарлотте, принцессе Пфальцской, вдовствующей герцогине Орлеанской, к которой при дворе обращались как к Мадам.
Здесь двоюродный брат принцессы, Луи-Анри, герцог де Бурбон, предложил ей выйти замуж за своего младшего брата Шарля, графа де Шароле. Шарлотта Аглая была склонна принять это предложение, но родители категорически воспротивились решению дочери. К Шарлотте сватался герцог Савойский Карл Эммануил III, однако кандидатура невесты не понравилась его матери.
В 1717 году у принцессы завязались романтические отношения с герцогом де Ришельё, из-за которого она поссорилась с двоюродной сестрой, Луизой Анной де Бурбон, оказавшейся также любовницей герцога. Вражда между принцессами продолжилась и после того, как обе охладели к перессорившему их любовнику. В 1719 году герцог Ришельё был арестован регентом за участие в заговоре Челламаре. Шарлотта Аглая несколько раз посещала возлюбленного в тюрьме. Она уговаривала отца простить любовника и позволить ей выйти за него замуж.
Не считаясь с желанием дочери, регент принял предложение Ринальдо, герцога Модены и Реджо отдать Шарлоту Аглаю в жены наследному принцу Франческо д’Эсте. Предыдущие проекты выдать принцессу замуж за британского принца или сардинского короля потерпели неудачу. Шарлотта Аглая согласилась на брак с наследным принцем Модены и Реджо, выдвинув единственное условие — освобождение из тюрьмы герцога де Ришельё.

### Брак и потомство
Современники предполагали, что брак принцессы и наследного принца потерпит неудачу. Шарлотта Аглая не хотела покидать Францию. У принцесс из Орлеанского дома уже был печальный опыт замужества с итальянскими суверенами. Ещё была жива Маргарита Луиза Орлеанская: выданная против воли замуж за Козимо III, великого герцога Тосканы, она самовольно вернулась во Францию и за это попала при дворе в немилость.
Тем не менее, свадьба была назначена на 25 января 1720 года, но была перенесена на февраль по просьбе епископа Модены. Брачное соглашение было подписано 31 января, а 11 февраля того же года во дворце Тюильри был заключен брак по доверенности; жениха представлял брат Шарлотты Аглаи герцог Шартрский, невесту — принцесса Луиза Елизавета Орлеанская. На последовавшем за этим в Пале-Рояле банкете, на котором присутствовал молодой король Людовик XV, наследной принцессе Модены и Реджо были преподнесены свадебные подарки.
Шарлотта Аглая прибыла в Реджо 20 июня 1720 года. Принцессу встречали свекор, муж и деверь. Торжественная церемония венчания прошла 21 июня 1720 года в Модене. Огромное приданое невесты составляло около двух миллионов ливров. Половина этого приданого, по приказу регента, было внесено от имени короля Людовика XV. От семьи супруга, ещё в Париже, Шарлотта Аглая получила в подарок алмазы и портреты будущего мужа. Несмотря на то, что она не была дочерью монарха, ей разрешили оставить у себя герцогиню де Виллар, как представительницу короля Франции.
Наследный принц Франческо был по-настоящему влюблён в жену. В браке она родила ему десятерых детей:
- принц Альфонсо д’Эсте (18.11.1723 — 16.06.1725), умер в младенчестве;
- принц Франческо Константино д’Эсте (22.11.1724 — 16.06.1725), умер в младенчестве;
- принцесса Мария Тереза Фелицита д’Эсте (06.10.1726 — 30.04.1754), сочеталась браком с Луи-Жан-Мари де Бурбоном, герцогом де Пентьевр;
- принц Эрколе Ринальдо д’Эсте (22.11.1727 — 14.10.1803), герцог Модены и Реджо по именем Эрколе III, сочетался браком с Марией Терезой Чибо-Маласпина, герцогине Массы и Каррары;
- принцесса Матильда д’Эсте (07.02.1729 — 14.11.1803);
- принцесса Беатриче д’Эсте (14.07.1730 — 12.07.1731), умерла в младенчестве;
- принцесса Беатриче д’Эсте (24.11.1731 — 03.04.1736), умерла в младенчестве;
- принцесса Мария Фортуната д’Эсте (24.11.1731 — 21.09.1803), сочеталась браком с Луи Франсуа де Бурбоном, принцем де Конти;
- принц Бенедетто Филиппо д’Эсте (30.09.1736 — 16.09.1751);
- принцесса Мария Елизавета Эрнестина д’Эсте (12.02.1741 — 04.08.1774), сочеталась браком с Карло Саломоне, графом Серравалле.

### Наследная принцесса Модены и Реджо
На родине мужа Шарлотте Аглае было скучно и одиноко. Двор в Модене был похож на монастырь. Свекор наследной принцессы, с которыми у неё были хорошие отношения, находился под влиянием церковнослужителей и фаворитов. При дворе все рано поднимались и участвовали в утреннем богослужении. Обед подавали в час. Во второй половине дня двор проезжал по городу. Процессия двигалась очень медленно. Ужин подавали в восемь. В десять все отходили ко сну.
Чтобы хоть как-то развлечь себя, Шарлотта Аглая стала проводить небольшие частные собрания в своих покоях, в которых участвовали и три незамужние золовки наследной принцессы, в том числе Генриетта д’Эсте, будущая герцогиня Пармы и Пьяченцы.
В сентябре 1720 года Шарлотта Аглая заразилась оспой. К ней даже пригласили священника-француза, который преподал принцессе последнее причастие. Во время болезни мужу запрещали общаться с ней. Он жил на вилле в Сассуоло, пока она не выздоровела.
Вскоре при дворе Шарлотту Аглаю и Франческо стали осуждать за отсутствие детей. Это критика заставила их на короткое время уехать в Верону. Тогда впервые наследная принцесса попросила у отца разрешение вернуться во Францию и поселиться с семьёй в Версале. Но в декабре 1723 года регент умер, и новым герцогом Орлеанским стал Людовик, младший брат Шарлотты Аглаи. После смерти отца она с мужем поселилась на вилле в Реджо, так как были отлучены от двора в Модене.
В 1727 году бывший любовник Шарлотты Аглаи, герцог де Ришельё, тайно посетил её в Модене. Их общение возобновилось. Когда наследная принцесса была изобличена в измене, муж позволил ей на время вернуться во Францию, чтобы избежать позора. Она вернулась в Модену в 1727 году. Но уже в следующем году Шарлотта Аглая и Франческо бежали в Геную.
В 1733 году, во время войны за польское наследство, герцог Модены и Реджо объявил о нейтралитете своего государства, но несмотря на это, на территории герцогства разместились иностранные войска. Герцог был вынужден переехать в Болонью, наследный принц и принцесса приехали во Францию, где сначала остановились в Лионе. Не любившая её мать приложила все усилия, чтобы дочь не появилась в Париже и при дворе в Версале. Единственным членом семьи, сохранившим с ней отношения, был её сводный незаконнорождённый брат шевалье де Орлеан.
В 1734 году Шарлотте Аглае и Франческо разрешили приехать в Париж, но инкогнито. Они прибыли в город 12 марта 1734 года, и сначала заехали в Пале-Рояль. Шарлотта Аглая была беременна. Мать и брат-герцог встретили их прохладно и не предложили им остановиться у них. Наследный принц и принцесса поселились в Люиньском дворце, где у них родился сын Бенедетто Филиппо. Затем они переехали в Лионский дворец.
В 1735 году её муж был отозван в Модену. Шарлотта Аглае разрешили остаться в Париже, но с условием держаться подальше от двора и жить в аббатстве Валь-де-Грас. Из-за интриг матери и брата-герцога она не смогла быть представленной королеве Марии Лещинской. В мае 1736 года Франческо вернулся к жене, и, к большому неудовольствию тёщи, они остались в Париже.
Конфликт с сестрой, вдовствующей королевой Испании, привел к ещё большей изоляции наследной принцессы со стороны родственников. Тем не менее, когда Франческо был вынужден отбыть в Венгрию, Шарлотта Аглая, через кардинала Флёри, смогла убедить короля позволить ей остаться в Париже.

### Герцогиня Модены и Реджо
В 1737 году муж Шарлотты Аглаи стал герцогом Модены и Реджо под именем Франческо III. Однако это не улучшило её положения во Франции. Отношения с родственниками у принцессы окончательно испортились, когда Шарлотта Аглая и герцог Орлеанский не поделили какую-то семейную собственность.
В июне 1739 года она была вынуждена вернуться в Модену, где по своему приезду основала театр во французском стиле, представления в котором имели большой успех у зрителей. Особенной гордостью герцогини была созданная ею балетная труппа. Специально для жены Франческо III перестроил герцогский дворец в Модене, большой зал которого сделал точной копией аналогичного во дворце Тюильри. За время их брака он также собрал одну из лучших коллекций портретов в Италии.
В 1741 году её сын, наследный принц Эрколе Ринальдо женился на Марии Терезе Чибо-Маласпина, герцогине Массы и княгине Каррары. В 1743 году, из-за войны за австрийское наследство, Шарлотта Аглая была вынуждена просить разрешение вернуться в Париж со своей старшей дочерью, Марией Терезой. Сначала просьбу герцогини проигнорировали, но затем, при помощи герцога де Ришельё, имевшего влияние на фаворитку короля герцогиню Шатору, ей разрешили вернуться во Францию. Когда герцогиня приехала в Париж, она была встречена со всеми почестями, полагавшимися ей статусу.
Она поселилась в особняке на улице Гренель в предместье Сен-Жермен и стала подругой герцогини Шатору. После смерти подруги, влияние герцогини при дворе на время уменьшилось. Тем не менее, в 1744 году она способствовала заключению брака между дочерью Марией Терезой и герцогом де Пантьевр, самым богатым аристократом во Франции. Они поженились в 1744 году. Этот брак позволил герцогине получить при дворе некоторое влияние. В 1745 году Шарлотта Аглая была представлена мадам де Помпадур. После прекращения войны за австрийское наследство и мирного договора в Ахене, который был подписан в 1748 году, Шарлотта Аглая не вернулась в Модену. После смерти Марии Терезы в 1754 году, овдовевший герцог де Пантьевр думал жениться на Матильде д’Эсте, сестре покойной супруги, но передумал.
Шарлотта Аглая устроила брак ещё одной дочери, принцессы Марии Фортунаты с принцем Луи Франсуа II де Бурбон-Конти. Он был последним принцем де Конти. Брак оказался неудачным, и супруги стали жить раздельно.
В 1759 году Шарлотта Аглая вернулась в Модену, обнаружила, что её муж-герцог сошёлся с некой маркизой Симонетти, вдовы шестидесяти лет. Она не стала препятствовать их сожительству и отправилась в путешествие по Европе.

### Смерть
Шарлотта Аглая Орлеанская умерла в Люксембургском дворце в Париже 19 января 1761 года. Сердце почившей герцогини было изъято и помещено в отдельный сосуд. Его перевезли в монастырь босых кармелитов в Реджо-нель-Эмилии. 14 марта 1783 года её сын Эрколе III перенёс сосуд в монастырскую церковь Тела Господня в том же городе. Сосуд исчез во время оккупации герцогства Модены и Реджо армией под командованием Наполеона Бонапарта в 1796 году. Тело Шарлотты Аглаи было погребено в аббатстве Валь-де-Грас.
После смерти герцогини овдовевший герцог ещё дважды вступал в брак: первый — с Терезой Кастельбарко, второй — с Ренатой Терезой д’Арраш. Оба брака были морганатическими.